# Polyalthia oblonga
Polyalthia oblonga är en kirimojaväxtart som beskrevs av George King. Polyalthia oblonga ingår i släktet Polyalthia och familjen kirimojaväxter. Inga underarter finns listade i Catalogue of Life.